# The Master Saga
The Master Saga / Pokémon Saga è una raccolta di Giorgio Vanni e Cristina D'Avena delle sigle italiane della serie animata Pokémon, pubblicata il 3 gennaio 2006.

## Il disco
Riunisce in unico supporto le prime 7 sigle italiane del cartone animato, interpretate da Giorgio Vanni e da Cristina D'Avena in duetto con Vanni; contiene inoltre le versioni remix delle prime 6. che sono gli stessi pubblicati nelle 4 parti di Cartuno. Lo stesso disco, seppur con serigrafia differente, è stato riproposto all'interno del triplo CD Gormiti Compilation e i tuoi supereroi pubblicato nel 2008.
Una raccolta similare ma più completa di questa verrà pubblicata un anno e mezzo più tardi, sempre da RTI, con il titolo Pokémon Compilation.

## Tracce
Edizioni musicali RTI S.p.A.
1. Pokémon – 3:03 (testo: Alessandra Valeri Manera – musica: Max Longhi, Giorgio Vanni)
2. Pokémon (remix) – 4:31 (testo: Alessandra Valeri Manera – musica: Max Longhi, Giorgio Vanni)
3. Pokémon: Oltre i cieli dell'avventura – 3:04 (testo: Valeri Manera – musica: Longhi, Vanni)
4. Pokémon: Oltre i cieli dell'avventura (remix) – 3:32 (testo: Valeri Manera – musica: Longhi, Vanni, Capaldi, Brustia)
5. Always Pokémon – 2:56 (testo: Valeri Manera – musica: Longhi, Vanni)
6. Always Pokémon (remix) – 3:18 (testo: Valeri Manera – musica: Longhi, Vanni, Capaldi, Brustia)
7. Pokémon: The Johto League Champions – 3:23 (testo: Valeri Manera – musica: Longhi, Vanni)
8. Pokémon: The Johto League Champions (remix) – 2:38 (testo: Valeri Manera – musica: Longhi, Vanni, Capaldi, Brustia)
9. Pokémon: The Master Quest – 2:43 (testo: Valeri Manera – musica: Longhi, Vanni)
10. Pokémon: The Master Quest (remix) – 2:59 (testo: Valeri Manera – musica: Longhi, Vanni, Capaldi)
11. Pokémon Advanced – 2:39 (testo: Valeri Manera – musica: Longhi, Vanni)
12. Pokémon Advanced (remix) – 3:26 (testo: Valeri Manera – musica: Longhi, Vanni)
13. Pokémon Advanced Battle – 2:45 (testo: Valeri Manera – musica: Longhi, Vanni)

Durata totale: 40:57

## Produzione
- Paolo Paltrinieri - Direzione artistica e produzione discografica
- Marina Arena - Coordinamento
- Michele Muti - Coordinamento
- Giuseppe Spada - Grafica
- Enrico Fabris - Mastering RTI Recording Studio, Cologno Monzese